# 高松孝治
高松 孝治（たかまつ たかはる、1887年 - 1946年2月13日）は、日本の神学者、教育者、聖職者。立教大学教授、大学チャプレン（牧師）、立教学院理事。ギリシア語の権威で語学の天才と呼ばれた。

## 人物・経歴
立教大学文科（現在の文学部）を1回生として1911年（明治44年）に卒業した。小島茂雄（立教大学元文学部長、立教中学校元校長）や久保田正次（立教大学元教授、立教大学野球部元部長、商学部卒）と同級であった。
その後、聖公会神学院を経て渡米し、ケンブリッジ神学院、ハーバード大学神学部で学び神学博士（DD）を取得した。ギリシア語も修学する。
帰国後、京都聖マリア教会の牧師を務める。高松は立教学院のミッションでは1909年に伝道部主任、1910年には日曜学校部を担当する。
1929年（昭和4年）には立教大学の山縣雄杜三の後任のチャプレンに就任し、教授としてもギリシア哲学および予科で倫理を講じた。
1932年（昭和7年）には、北川台輔らを中心に各教派のクリスチャンたちが母校の精神を「神と国とのため」に最善を尽くすことによってあらわそうとライフスナイダー総長を名誉会長とし、チャプレンの高松孝治を会長として立教クリスチャン・アーミーが結成される。
1942年3月に尹東柱が日本へ渡り、同年4月2日に立教大学文学部英文科に入学し、夏休みを挟んで同年10月1日に同志社大学英文学科へ転入しているが、その立教大学で過ごした時期に、尹東柱は高松孝治から教えを受けた。立教大学の学友によると、尹東柱が立教に入学して間もない時期に、「いい先生を紹介してくれませんか」と尹東柱に問われ、チャプレンである高松孝治教授を紹介し、高松教授の自宅に一緒に行ったという。高松は、尹東柱をはじめ朝鮮人学生らの世話もしていた。
1942年の夏に尹東柱が帰省した時に撮影した写真には、丸坊主姿の尹東柱が映っているが、これは、立教大学が1942年4月10日に学部断髪令を発し、戦時体制に即し、質実剛健を旨に学生たちの頭を断髪させることにしたもので、尹東柱も丸坊主にせざるを得なかったためだった。1942年9月、立教大学は寄付行為目的を「基督教主義ニヨル教育」から「皇国ノ道ニヨル教育」への変更を決議し、10月にはチャペル（礼拝堂）を閉鎖し、校歌も「自由の学府」が問題視されて禁止され、軍国主義に見合った準校歌が歌われるようになった。そうした状況化に、尹東柱が立教を離れた理由の一端があったとされる。
また、尹東柱は立教大学時代に軍事教練拒否を試みたとされ、尹東柱は教練服を着ていなかったという。尹東柱は教授の高松に教練拒否について相談し、高松は「神に祈っているから」と激励したと言い、尹東柱は陸軍の配属将校の前でも教練服を着用してなかったという。当時の大学には、後に立教大学名誉教授となる林英夫のように、軍事教練をサボタージュしようとして見つかり、教練出席停止（不合格）とされた学生が実際にいたが、その林英夫は尹東柱の一年先輩であった。
戦局が悪化し、軍国主義の病理が深まった時期に、高松は軍部に批判的だったことから、難しい立場となり、大学を離れることを余儀なくされ、栄養失調と病気に侵された。

戦後まもなく、1945年11月に須藤吉之祐とともに新しい立教学院の理事に就任し、その就任時の理事会で立教学院の目的としてキリスト教主義による教育が復活するものの、高松は1946年2月13日に死去した。

## 映画『空と風と星の詩人～尹東柱（ユン・ドンジュ）の生涯～』
2015年に、韓国人が最も愛する詩人尹東柱の青年時期の人生を描いた映画『空と風と星の詩人～尹東柱（ユン・ドンジュ）の生涯～』（日本公開は2017年）が韓国で制作されたが、高松孝治も立教大学教授として映画の役として作品に登場する。

## 清泉寮
ポール・ラッシュ（立教大学教授）とキープ協会によって清里に創設された清泉寮は、1937年（昭和12年）秋に現地を視察した高松孝治（教授・司祭）により名付けられた。

## 高松孝治記念奨学金
立教大学には、チャプレンを務めた高松博士を記念して寄贈された奨学基金の収益金による奨学金が設けられており、文学部キリスト教学科の学業成績、人物ともに優秀な3、4年次生とキリスト教学専攻の大学院生に支給されている。

## 高松孝治文庫
高松の倫理、宗教関係の資料から成る旧蔵資料が、立教大学において『高松孝治文庫』として所蔵されている。

## 主な著作
- 『現代心と有神思想』基督教思想叢書 第4輯第3巻 ホートン (オーベリン大学教授)著、高松孝治 (立教大学教授)訳 新生堂 昭和6年(1931年)12月3日発行